# ワシントン・シャーリー (第2代フェラーズ伯爵)
第2代フェラーズ伯爵ワシントン・シャーリー（英語: Washington Shirley, 2nd Earl Ferrers、1677年6月22日 – 1729年4月14日）は、グレートブリテン王国の貴族、軍人。1714年までワシントン・シャーリー閣下の儀礼称号を、1714年から1717年までタムワース子爵の儀礼称号を使用した。

## 生涯
初代フェラーズ伯爵ロバート・シャーリーとエリザベス・ワシントン（Elizabeth Washington）の次男として、1677年6月22日にストーントン・ハロルドで生まれた。1693年11月2日にオックスフォード大学トリニティ・カレッジに入学、1696年にリンカーン法曹院に入学した。その後、1704年にエンサインとしてコールドストリームガーズに入隊した。
1713年から1715年までフォア選挙区の代表としてアイルランド庶民院議員を務めた。
1717年12月25日に父が死去すると、フェラーズ伯爵の爵位を継承した。しかし、財産についてはすべて相続することができず、弟たちとの間で分割相続した。
1725年4月26日から1729年4月14日までスタッフォードシャー首席治安判事を務め、同時期にスタッフォードシャー統監も兼任した）。
1729年4月14日に死去、息子を儲けなかったため弟ヘンリーが爵位を継承した。1729年5月3日、ストーントン・ハロルドで埋葬された。

## 家族
1704年頃、メアリー・レヴィング（Mary Levinge、初代準男爵サー・リチャード・レヴィングの娘）と結婚、3女を儲けた。
- エリザベス（1704年 – 1734年8月17日） - 1725年6月24日、ジョセフ・ガスコイン・ナイチンゲール（英語版）と結婚、子供あり
- セリナ（1707年 – 1791年） - 1728年6月3日、第9代ハンティンドン伯爵セオフィラス・ヘイスティングズと結婚、子供あり
- メアリー（1712年9月25日 – 1784年8月12日） - 1730年6月20日、第9代キルモリー子爵トマス・ニーダムと結婚、子供なし